# Memento Mori World Tour
 (juin 2023).
La mise en forme du texte ne suit pas les recommandations de Wikipédia : il faut le « wikifier ».
Les points d'amélioration suivants sont les cas les plus fréquents. Le détail des points à revoir est peut-être précisé sur la page de discussion.
- Les titres sont pré-formatés par le logiciel. Ils ne sont ni en capitales, ni en gras.
- Le texte ne doit pas être écrit en capitales (les noms de famille non plus), ni en gras, ni en italique, ni en « petit »…
- Le gras n'est utilisé que pour surligner le titre de l'article dans l'introduction, une seule fois.
- L'italique est rarement utilisé : mots en langue étrangère, titres d'œuvres, noms de bateaux, etc.
- Les citations ne sont pas en italique mais en corps de texte normal. Elles sont entourées par des guillemets français : « et ».
- Les listes à puces sont à éviter, des paragraphes rédigés étant largement préférés. Les tableaux sont à réserver à la présentation de données structurées (résultats, etc.).
- Les appels de note de bas de page (petits chiffres en exposant, introduits par l'outil «  Source ») sont à placer entre la fin de phrase et le point final[comme ça].
- Les liens internes (vers d'autres articles de Wikipédia) sont à choisir avec parcimonie. Créez des liens vers des articles approfondissant le sujet. Les termes génériques sans rapport avec le sujet sont à éviter, ainsi que les répétitions de liens vers un même terme.
- Les liens externes sont à placer uniquement dans une section « Liens externes », à la fin de l'article. Ces liens sont à choisir avec parcimonie suivant les règles définies. Si un lien sert de source à l'article, son insertion dans le texte est à faire par les notes de bas de page.
- La présentation des références doit suivre les conventions bibliographiques. Il est recommandé d'utiliser les modèles {{Ouvrage}}, {{Chapitre}}, {{Article}}, {{Lien web}} et/ou {{Bibliographie}}. Le mode d'édition visuel peut mettre en forme automatiquement les références.
- Insérer une infobox (cadre d'informations à droite) n'est pas obligatoire pour parachever la mise en page.

Pour une aide détaillée, merci de consulter Aide:Wikification.
Si vous pensez que ces points ont été résolus, vous pouvez retirer ce bandeau et améliorer la mise en forme d'un autre article.
Tournées par Depeche Mode
Global Spirit Tour (2017-2018)
Le Memento Mori World Tour est la tournée promotionnelle du quinzième album du groupe de new wave anglais Depeche Mode, Memento Mori. En février 2023, le groupe annonce 34 dates en Europe et 9 dates en Amérique du Nord pour ouvrir la tournée mondiale. 36 dates en Amérique du Nord et au Mexique sont annoncées lors de la sortie de l'album, le 24 mars. Il s'agit de la première tournée en tant que duo pour Depeche Mode depuis le décès du cofondateur et claviériste Andrew Fletcher, à 60 ans, en mai 2022.

## Annonces
Les noms des premières villes sont annoncés lors de la sortie de l'album, le 24 mars 2023 avec 43 dates avec les arènes en Amérique du Nord et les stades en Europe. Des dates en France sont annoncées pour juin à Lyon (Groupama Stadium), Lille (Stade Pierre Mauroy), Paris (Stade de France) et Bordeaux (Matmut Atlantique). Les autres dates européennes en stades : Bratislava (Tehlene Pole), Dusseldorf (Merkur Spiel Arena), Berne (Stadion Wankdorf) Londres (Twickenham Stadium), Munich (OlympiaStadion), Copenague (Parken Stadium), Frankfort (Deutsche Bank Park), OlympicStadion (Berlin), Rome (Stadio Olympico), Milan (San Siro), Bologne (Stadio Renato Dall'Ara), Klagenfurt (Worthersee Stadion) et à Varsovie (PGE Narodowy). Ils font 4 festivals à Madrid, Barcelone, Tallinn et Helsinki. Les 9 autres dates annoncées sont des salles aux États-Unis et au Canada pour lancer la tournée.
35 dates supplémentaires sont annoncées en avril pour les mois de septembre, octobre, novembre et décembre 2023 aux États-Unis, au Canada et à Mexico au Foro Sol. 32 nouvelles dates en Europe sont annoncées pour février, mars et avril 2024 dans les arenas. Deux dates à l'Accor Arena (Bercy) à Paris sont prévues les 3 et 5 mars 2024. Ces ajouts de dates portent la tournée à 112 dates entre mars 2023 et avril 2024. Une date a été annulée en Europe due aux conditions météo en Helsinki, Finlande[réf. nécessaire].

## Membres présents

### Membres officiels
- Dave Gahan (chant)
- Martin Gore (guitare, clavier, chant, chœurs)

### Membres de tournée
- Peter Gordeno (claviers, piano)
- Christian Eigner (batterie, percussions)

## Dates de la tournée
| Date                                           | Ville                              | Pays                               | Lieu                               | Première partie                    | Affluence et revenus               | Affluence et revenus               |
| Première partie : Amérique du Nord             | Première partie : Amérique du Nord | Première partie : Amérique du Nord | Première partie : Amérique du Nord | Première partie : Amérique du Nord | Première partie : Amérique du Nord | Première partie : Amérique du Nord |
| ---------------------------------------------- | ---------------------------------- | ---------------------------------- | ---------------------------------- | ---------------------------------- | ---------------------------------- | ---------------------------------- |
| 23 mars 2023                                   | Sacramento                         | États-Unis                         | Golden 1 Center                    | Kelly Lee Owens                    | 13 228                             | $3,027,464                         |
| 25 mars 2023                                   | San José                           | États-Unis                         | SAP Center                         | Kelly Lee Owens                    | 13 306                             | $3,058,803                         |
| 28 mars 2023                                   | Inglewood                          | États-Unis                         | Kia Forum                          | Kelly Lee Owens                    | 14 669                             | $3,447,447                         |
| 30 mars 2023                                   | Las Vegas                          | États-Unis                         | T-Mobile Arena                     | Kelly Lee Owens                    | 15 224                             | $3,303,929                         |
| 2 avril 2023                                   | San Antonio                        | États-Unis                         | AT&T Center                        | Kelly Lee Owens                    | 15 308                             | $3,011,214                         |
| 5 avril 2023                                   | Chicago                            | États-Unis                         | United Center                      | Kelly Lee Owens                    | 15 144                             | $3,209,101                         |
| 7 avril 2023                                   | Toronto                            | Canada                             | Scotiabank Arena                   | Kelly Lee Owens                    | 15 341                             | $2,124,793                         |
| 9 avril 2023                                   | Québec                             | Canada                             | Centre Vidéotron                   | Kelly Lee Owens                    | 12 455                             | $1,116,191                         |
| 12 avril 2023                                  | Montréal                           | Canada                             | Centre Bell                        | Kelly Lee Owens                    | 15 580                             | $1,655,868                         |
| 14 avril 2023                                  | New York                           | États-Unis                         | Madison Square Garden              | Stella Rose & The Dead Language    | 14 926                             | $3,302,047                         |
| Deuxième partie : Europe                       |                                    |                                    |                                    |                                    |                                    |                                    |
| 16 mai 2023                                    | Amsterdam                          | Pays-Bas                           | Ziggo Dome                         | Cold Cave                          |                                    |                                    |
| 18 mai 2023                                    | Amsterdam                          | Pays-Bas                           | Ziggo Dome                         | Cold Cave                          |                                    |                                    |
| 20 mai 2023                                    | Anvers                             | Belgique                           | Sportpaleis                        | Cold Cave                          |                                    |                                    |
| 23 mai 2023                                    | Stockholm                          | Suède                              | Friends Arena                      | Cold Cave                          |                                    |                                    |
| 26 mai 2023                                    | Leipzig                            | Allemagne                          | Festwiese                          | Cold Cave                          |                                    |                                    |
| 28 mai 2023                                    | Bratislava                         | Slovaquie                          | Tehelné pole                       | Cold Cave                          |                                    |                                    |
| 31 mai 2023                                    | Lyon                               | France                             | Groupama Stadium                   | Young Fathers                      |                                    |                                    |
| 2 juin 2023                                    | Barcelone                          | Espagne                            | Parc del Fòrum                     | Young Fathers                      |                                    |                                    |
| 4 juin 2023                                    | Düsseldorf                         | Allemagne                          | Merkur Spiel-Arena                 | Young Fathers                      | 86 208                             | $8,796,287                         |
| 6 juin 2023                                    | Düsseldorf                         | Allemagne                          | Merkur Spiel-Arena                 | Young Fathers                      | 86 208                             | $8,796,287                         |
| 9 juin 2023                                    | Madrid                             | Espagne                            | Argenda Del Rey                    | Young Fathers                      |                                    |                                    |
| 11 juin 2023                                   | Berne                              | Suisse                             | Stade du Wankdorf                  | Young Fathers                      |                                    |                                    |
| 14 juin 2023                                   | Dublin                             | Irlande                            | Malahide Castle                    | Young Fathers                      |                                    |                                    |
| 17 juin 2023                                   | Londres                            | Royaume-Uni                        | Twickenham Stadium                 | Jehnny Beth                        |                                    |                                    |
| 20 juin 2023                                   | Munich                             | Allemagne                          | OlympiaStadion                     | Jehnny Beth                        |                                    |                                    |
| 22 juin 2023                                   | Lille                              | France                             | Stade Pierre-Mauroy                | Jehnny Beth                        |                                    |                                    |
| 24 juin 2023                                   | Paris                              | France                             | Stade de France                    | Jehnny Beth                        |                                    |                                    |
| 27 juin 2023                                   | Copenhague                         | Danemark                           | Parken Stadium                     | Jehnny Beth                        |                                    |                                    |
| 29 juin 2023                                   | Francfort                          | Allemagne                          | Deutsche Bank Park                 | Jehnny Beth                        |                                    |                                    |
| 1er juillet 2023                               | Francfort                          | Allemagne                          | Deutsche Bank Park                 | Jehnny Beth                        |                                    |                                    |
| 4 juillet 2023                                 | Bordeaux                           | France                             | Matmut Atlantique                  | Jehnny Beth                        |                                    |                                    |
| 7 juillet 2023                                 | Berlin                             | Allemagne                          | OlympicStadion                     | Jehnny Beth                        | 142,000                            | $14,500,000                        |
| 9 juillet 2023                                 | Berlin                             | Allemagne                          | OlympicStadion                     | Haelos                             | 142,000                            | $14,500,000                        |
| 12 juillet 2023                                | Rome                               | Italie                             | Stadio Olimpico                    | Haelos                             |                                    |                                    |
| 14 juillet 2023                                | Milan                              | Italie                             | San Siro                           | Haelos                             |                                    |                                    |
| 16 Juillet 2023                                | Bologne                            | Italie                             | Stadio Renato Dall'Ara             | Haelos                             |                                    |                                    |
| 21 juillet 2023                                | Klagenfurt                         | Autriche                           | Wörthersee Stadion                 | Haelos                             |                                    |                                    |
| 23 juillet 2023                                | Bucarest                           | Roumanie                           | Arena Nationala                    | Haelos                             |                                    |                                    |
| 26 juillet 2023                                | Zagreb                             | Croatie                            | Arena Zagreb                       | Hope                               |                                    |                                    |
| 28 juillet 2023                                | Budapest                           | Hongrie                            | Puskas Arena                       | Hope                               |                                    |                                    |
| 30 juillet 2023                                | Prague                             | République tchèque                 | Letnany Airport                    | Hope                               |                                    |                                    |
| 2 août 2023                                    | Varsovie                           | Pologne                            | PGE Naraodowy                      | Hope                               |                                    |                                    |
| 4 août 2023                                    | Cracovie                           | Pologne                            | Tauron Arena                       | Hope                               |                                    |                                    |
| 6 août 2023                                    | Tallinn                            | Estonie                            | Tallinn Sounds Festival Grounds    | Hope                               |                                    |                                    |
| 11 août 2023                                   | Oslo                               | Norvège                            | Telenor Arena                      | Hope                               |                                    |                                    |
| Troisième partie : Amérique du Nord et Mexique |                                    |                                    |                                    |                                    |                                    |                                    |
| 21 septembre 2023                              | Mexico                             | Mexique                            | Foro Sol                           | Kelly Lee Owens                    |                                    |                                    |
| 23 septembre 2023                              | Mexico                             | Mexique                            | Foro Sol                           | Kelly Lee Owens                    |                                    |                                    |
| 25 septembre 2023                              | Mexico                             | Mexique                            | Foro Sol                           | Kelly Lee Owens                    |                                    |                                    |
| 29 septembre 2023                              | Austin                             | États-Unis                         | Moody Center                       | DIIV                               |                                    |                                    |
| 1er octobre 2023                               | Dallas                             | États-Unis                         | American Airlines Center           | DIIV                               |                                    |                                    |
| 4 octobre 2023                                 | Houston                            | États-Unis                         | Toyota Center                      | DIIV                               |                                    |                                    |
| 7 octobre 2023                                 | La Nouvelle-Orléans                | États-Unis                         | Smoothie King Center               | DIIV                               |                                    |                                    |
| 10 octobre 2023                                | Orlando                            | États-Unis                         | Amway Center                       | DIIV                               |                                    |                                    |
| 12 octobre 2023                                | Miami                              | États-Unis                         | Kaseya Center                      | DIIV                               |                                    |                                    |
| 15 octobre 2023                                | Atlanta                            | États-Unis                         | State Farm Arena                   | DIIV                               |                                    |                                    |
| 19 octobre 2023                                | Nashville                          | États-Unis                         | Bridgestone Arena                  | DIIV                               |                                    |                                    |
| 21 octobre 2023                                | New York                           | États-Unis                         | Barclays Center                    | DIIV                               |                                    |                                    |
| 23 octobre 2023                                | Washington                         | États-Unis                         | Capital One Arena                  | DIIV                               |                                    |                                    |
| 25 octobre 2023                                | Philadelphie                       | États-Unis                         | Wells Fargo Center                 | DIIV                               |                                    |                                    |
| 28 octobre 2023                                | New York                           | États-Unis                         | Madison Square Garden              | DIIV                               |                                    |                                    |
| 31 octobre 2023                                | Boston                             | États-Unis                         | TD Garden                          | DIIV                               |                                    |                                    |
| 3 novembre 2023                                | Montréal                           | Canada                             | Centre Bell                        | DIIV                               |                                    |                                    |
| 5 novembre 2023                                | Toronto                            | Canada                             | Scotiabank Arena                   | DIIV                               |                                    |                                    |
| 8 novembre 2023                                | Détroit                            | États-Unis                         | Little Caesars Arena               | DIIV                               |                                    |                                    |
| 10 novembre 2023                               | Cleveland                          | États-Unis                         | Rocket Mortgage FieldHouse         | DIIV                               |                                    |                                    |
| 13 novembre 2023                               | Chicago                            | États-Unis                         | United Center                      | DIIV                               |                                    |                                    |
| 16 novembre 2023                               | Denver                             | États-Unis                         | Ball Arena                         | Young Fathers                      |                                    |                                    |
| 18 novembre 2023                               | Salt Lake City                     | États-Unis                         | Delta Center                       | Young Fathers                      |                                    |                                    |
| 21 novembre 2023                               | Edmonton                           | Canada                             | Rogers Place                       | Young Fathers                      |                                    |                                    |
| 24 novembre 2023                               | Vancouver                          | Canada                             | Rogers Arena                       | Young Fathers                      |                                    |                                    |
| 26 novembre 2023                               | Seattle                            | États-Unis                         | Climate Pledge Arena               | Young Fathers                      |                                    |                                    |
| 28 novembre 2023                               | Portland                           | États-Unis                         | Moda Center                        | Young Fathers                      |                                    |                                    |
| 1er décembre 2023                              | Las Vegas                          | États-Unis                         | T-Mobile Arena                     | Young Fathers                      |                                    |                                    |
| 3 décembre 2023                                | San Francisco                      | États-Unis                         | Chase Center                       | Young Fathers                      |                                    |                                    |
| 6 décembre 2023                                | San Diego                          | États-Unis                         | Pechanga Arena                     | Young Fathers                      |                                    |                                    |
| 8 décembre 2023                                | San Diego                          | États-Unis                         | Pechanga Arena                     | Young Fathers                      |                                    |                                    |
| 10 décembre 2023                               | Inglewood                          | États-Unis                         | The Forum                          | Young Fathers                      |                                    |                                    |
| 12 décembre 2023                               | Inglewood                          | États-Unis                         | The Forum                          | Young Fathers                      |                                    |                                    |
| 15 décembre 2023                               | Los Angeles                        | États-Unis                         | Crypto.com Arena                   | Young Fathers                      |                                    |                                    |
| 17 décembre 2023                               | Los Angeles                        | États-Unis                         | Crypto.com Arena                   | Young Fathers                      |                                    |                                    |
| Quatrième partie : Europe II                   |                                    |                                    |                                    |                                    |                                    |                                    |
| 22 janvier 2024                                | Londres                            | Royaume-Uni                        | London O2 Arena                    |                                    |                                    |                                    |
| 24 janvier 2024                                | Birmingham                         | Royaume-Uni                        | Utilita Arena                      |                                    |                                    |                                    |
| 27 janvier 2024                                | Londres                            | Royaume-Uni                        | London O2 Arena                    |                                    |                                    |                                    |
| 29 janvier 2024                                | Manchester                         | Royaume-Uni                        | AO Arena                           |                                    |                                    |                                    |
| 31 janvier 2024                                | Glasgow                            | Ecosse                             | OVO Hydro                          |                                    |                                    |                                    |
| 3 février 2024                                 | Dublin                             | Irlande                            | 3Arena                             |                                    |                                    |                                    |
| 6 février 2024                                 | Anvers                             | Belgique                           | Sportpaleis                        |                                    |                                    |                                    |
| 8 février 2024                                 | Amsterdam                          | Pays-Bas                           | Ziggo Dome                         |                                    |                                    |                                    |
| 10 février 2024                                | Copenague                          | Danemark                           | Royal Arena                        |                                    |                                    |                                    |
| 13 février 2024                                | Berlin                             | Allemagne                          | Mercedes-Benz Arena Berlin         |                                    |                                    |                                    |
| 15 février 2023                                | Berlin                             | Allemagne                          | Mercedes-Benz Arena Berlin         |                                    |                                    |                                    |
| 17 février 2023                                | Hambourg                           | Allemagne                          | Barclays Arena                     |                                    |                                    |                                    |
| 20 février 2023                                | Berlin                             | Allemagne                          | Mercedes-Benz Arena Berlin         |                                    |                                    |                                    |
| 22 février 2024                                | Prague                             | République Tchèque                 | O2 Arena Prague                    |                                    |                                    |                                    |
| 24 février 2024                                | Prague                             | République Tchèque                 | O2 Arena Prague                    |                                    |                                    |                                    |
| 27 février 2024                                | Lodz                               | Pologne                            | Atlas Arena                        |                                    |                                    |                                    |
| 29 février 2024                                | Lodz                               | Pologne                            | Atlas Arena                        |                                    |                                    |                                    |
| 3 mars 2024                                    | Paris                              | France                             | Accor Arena                        |                                    |                                    |                                    |
| 5 mars 2024                                    | Paris                              | France                             | Accor Arena                        |                                    |                                    |                                    |
| 7 mars 2024                                    | Munich                             | Allemagne                          | Olympiahalle                       |                                    |                                    |                                    |
| 12 mars 2024                                   | Madrid                             | Espagne                            | WiZink Center                      |                                    |                                    |                                    |
| 14 mars 2024                                   | Madrid                             | Espagne                            | WiZink Center                      |                                    |                                    |                                    |
| 16 mars 2024                                   | Barcelone                          | Espagne                            | Palau Sant Jordi                   |                                    |                                    |                                    |
| 19 mars 2024                                   | Lisbonne                           | Portugal                           | Altice Arena                       |                                    |                                    |                                    |
| 21 mars 2024                                   | Bilbao                             | Espagne                            | Bizkaia Arena                      |                                    |                                    |                                    |
| 23 mars 2024                                   | Turin                              | Italie                             | Pala Alpirtour                     |                                    |                                    |                                    |
| 26 mars 2024                                   | Budapest                           | Hongrie                            | MVM Dome                           |                                    |                                    |                                    |
| 28 mars 2024                                   | Milan                              | Italie                             | Mediolanum Forum                   |                                    |                                    |                                    |
| 30 mars 2024                                   | Milan                              | Italie                             | Mediolanum Forum                   |                                    |                                    |                                    |
| 3 avril 2024                                   | Cologne                            | Allemagne                          | Lanxess Arena                      |                                    |                                    |                                    |
| 5 avril 2024                                   | Cologne                            | Allemagne                          | Lanxess Arena                      |                                    |                                    |                                    |
| 8 avril 2024                                   | Cologne                            | Allemagne                          | Lanxess Arena                      |                                    |                                    |                                    |
| 112 dates                                      | Total                              | Total                              | Total                              | Total                              | 373 389 (14/112)                   | $50,553,144 (14/112)               |

### Dates annulés
| Date innitiale | Lieu     | Pays     | Lieu            | Raison(s)        |
| -------------- | -------- | -------- | --------------- | ---------------- |
| 8 août 2023    | Helsinki | Finlande | Kaisaniemi Park | Conditions météo |